# Piżmaczek (ssaki)
Piżmaczek (Neofiber) – rodzaj ssaków z podrodziny karczowników (Arvicolinae) w obrębie rodziny chomikowatych (Cricetidae).

## Zasięg występowania
Rodzaj obejmuje jeden żyjący współcześnie gatunek występujący w Ameryce Północnej.

## Morfologia
Długość ciała (bez ogona) 186–213 mm, długość ogona 99–168 mm; masa ciała 189–357 g. 

## Systematyka
Rodzaj zdefiniował w 1884 roku amerykański biolog Frederick W. True na łamach Science. Na gatunek typowy True wyznaczył (oznaczenie monotypowe) piżmaczka florydzkiego (N. alleni)

### Etymologia
- Neofiber: gr. νεος neos ‘nowy’; rodzaj Fiber Duméril, 1806 (bóbr)[8].
- Schistodelta: gr. σχιστος skhistos ‘rozszczepiony, podzielony’, od σχιζω skhizō ‘podzielić’; δελτα delta ‘delta, litera Δ (D)’[9]. Gatunek typowy: †Schistodelta sulcatus Cope, 1899 (= †Microtus diluvianus Cope, 1896).

### Podział systematyczny
Do rodzaju należą jeden występujący współcześnie gatunek:
- Neofiber alleni F.W. True, 1884 – piżmaczek florydzki

Opisano również gatunki wymarłe z plejstocenu Stanów Zjednoczonych:
- Neofiber diluvianus (Cope, 1896)[12]
- Neofiber leonardi Hibbard, 1943[13]